# Filipendula camtschatica

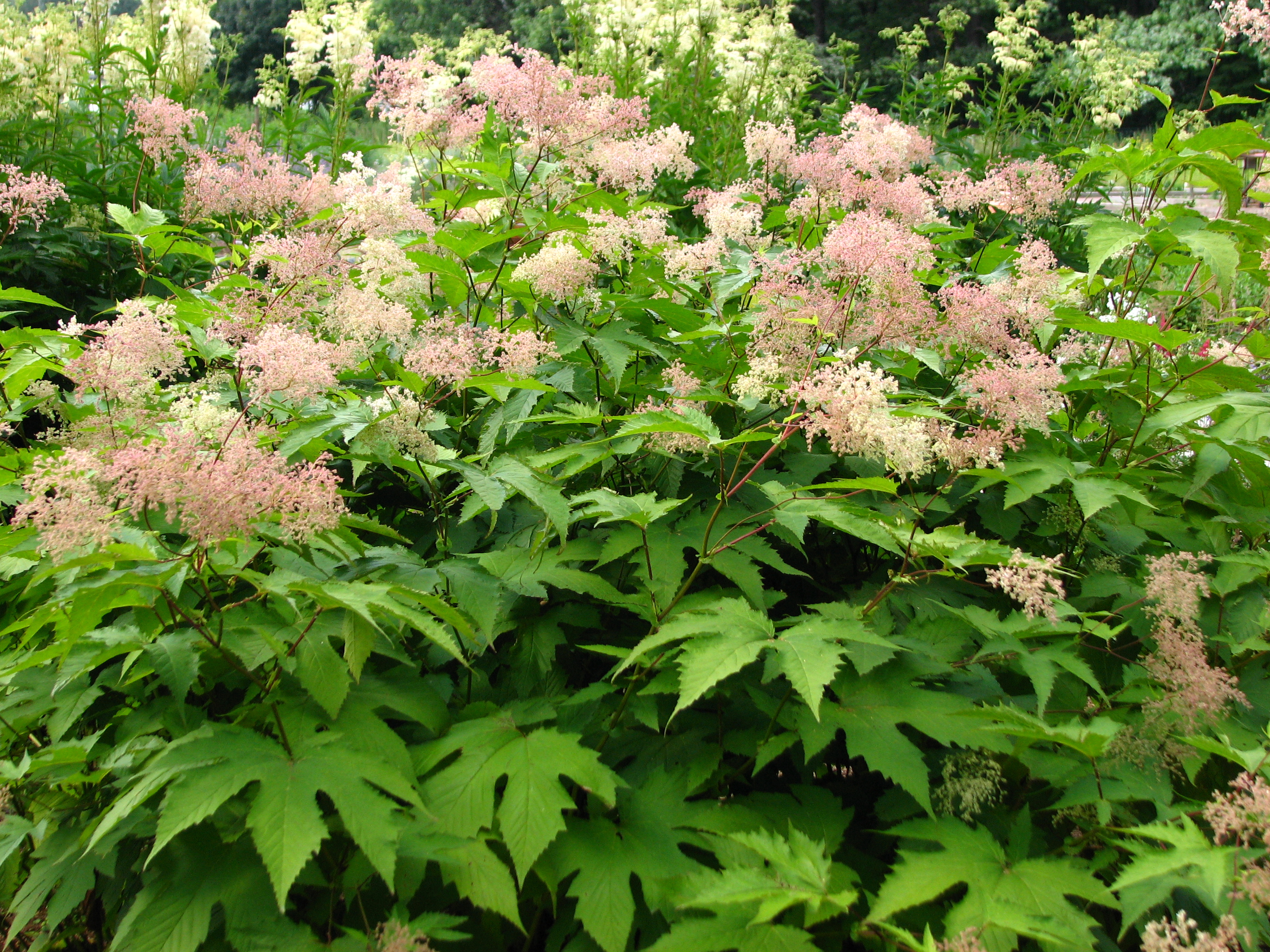
Vista de la planta

Filipendula kamtschatica es una especie de planta Magnoliopsida de la familia de las rosáceas. Esta popular planta de jardín, de hasta 3 m de alto, tiene las hojas palmatilobadas. Entre mediados de verano y principios de otoño produce grandes cabezuelas esponjosas de flores aromáticas blancas o teñidas de rosa.

## Distribución
Habita desde el este de Siberia hasta China y el este de Japón.

## Taxonomía
Filipendula kamtschatica fue descrita por (Pall.) Maxim. y publicado en Trudy Imp. S.-Peterburgsk. Bot. Sada vi. (1879) 248.
Etimología
Filipéndula: nombre genérico que deriva del latín medieval filipendula = "la filipéndula" (Filipendula vulgaris Moench). Según parece, este nombre se recoge por primera vez en el “Antidotarium” de Nicolaus Praepostius (Salerno, Italia, siglo XII) y, en opinión de Andrés Laguna, se llama así “por razon de aquellas muchas cabeçuelas que cuelgan de su rayz, y parecen pender de un hilo” (lat. filum = "hilo"; y pendulus = "péndulo, que pende, colgante")
kamtschatica: epíteto geográfico que alude a su localización en la Península de Kamchatka
Sinonimia
- Spiraea camtschatica Pall.[3]